# Mulgara
Mulgara (Dasycercus cristicauda), även kallad kamsvansad pungmus
 är en art i familjen rovpungdjur. Den listas vanligen som enda art i släktet men vissa zoologer räknar Byrnes pungmus till samma släkte. Det finns även zoologer som delar populationen i två arter. Den andra arten får då det vetenskapliga namnet Dasycercus blythi.
Släktnamnet är sammansatt av de klassiska grekiska orden dasys (hårig) och kerkos (svans). Artepitet är sammansatt av de latinska orden crista (kam) och cauda (svans). Det syftar på de svarta borstiga håren.

## Utseende
Djuret liknar möss i utseende men är inte släkt med dem. Extremiteterna är korta, huvudet jämförelsevis brett och öronen små. Pälsen är på ovansidan gul- eller rödbrun och på undersidan ljusare. Svansens främre del är täckt med långa bruna hår och den bakre delen är täckt med svarta borstlika hår som är ännu längre. Dessa hår kan riktas upp som en kam. Kroppslängden ligger mellan 12 och 23 centimeter och därtill kommer en 8 till 13 centimeter lång svans. Vikten ligger mellan 60 och 170 gram. Hannar är oftast lite större och tyngre än honor.

## Utbredning och levnadssätt
Mulgaran lever i öknar i Australiens centrum. Utbredningsområdet sträcker sig från nordvästra Western Australia till sydöstra Queensland. Individerna vistas på marken och kan vara aktiva på dagen och på natten, men de vilar under dagens hetaste timmar i självgrävda bon under jorden. Bon fodras med gräs. Vanligen lever bara en individ i boet. Reviret markeras med urin och körtelvätska.
Djuret är köttätare som främst lever av mindre ryggradsdjur som möss, mindre fåglar och ödlor men den äter även insekter, spindeldjur och as. Den täcker sitt vätskebehov med födan och behöver inte dricka.

## Fortplantning
Honans pung är egentligen enkla hudflikar som täcker 6 till 8 spenar (sällan bara 4). Dräktigheten varar i fem till sex veckor. Per kull föds upp till åtta ungar som dias tre till fyra månader. Efter 10 till 11 månader är ungarna könsmogna. Livslängden går upp till 6 år.

## Hot
Mulgaran var tidvis ganska sällsynt på grund av utbredningsområdets omvandling till jordbruksmark och beroende på införda fiender som tamkatter och rävar. Sedan 2014 listas arten av IUCN som nära hotad (NT).